# Senegal ai Giochi della XXXI Olimpiade
Il Senegal ha partecipato ai Giochi della XXXI Olimpiade, che si sono svolti a Rio de Janeiro, Brasile, dal 5 al 21 agosto 2016, con una delegazione di 22 atleti impegnati in 8 discipline. Portabandiera alla cerimonia di apertura è stata la lottatrice Isabelle Sambou.
Si è trattato della quattordicesima partecipazione consecutiva di questo paese ai Giochi estivi, sempre presente da Tokyo 1964. Non sono state conquistate medaglie.

## Atletica leggera
- 400 m ostacoli maschili - 1 atleta (Amadou N'Diaye)
- Lancio del martello femminile - 1 atleta (Amy Sène)

## Canoa
- C1 maschile - 1 atleta (Jean-Pierre Bourhis)

## Judo
- 57 kg femminili - 1 atleta (Hortense Diédhiou)

## Nuoto
- 50 m stile libero maschili - 1 atleta (Abdoul Niane)
- 50 m stile libero femminili - 1 atleta (Awa Ly N'diaye)

## Pallacanestro
- Squadra femminile - 12 atlete (Oumoul Thiam, Aya Traoré, Bintou Diémé, Fatou Dieng, Diodio Diouf, Lala Wane, Astou Traoré, Maïmouna Diarra, Mame-Marie Sy, Oumou Touré, Marie Rosché, Aïda Fall)

## Scherma
- Spada individuale maschile - 1 atleta (Alexandre Bouzaid)

## Taekwondo
- 68 kg maschili - 1 atleta (Balla Dièye)

## Lotta
- Lotta libera 57 kg maschile - 1 atleta (Adama Diatta)
- Lotta libera 53 kg femminile - 1 atleta (Isabelle Sambou)